# Georg Stephan Wiesand

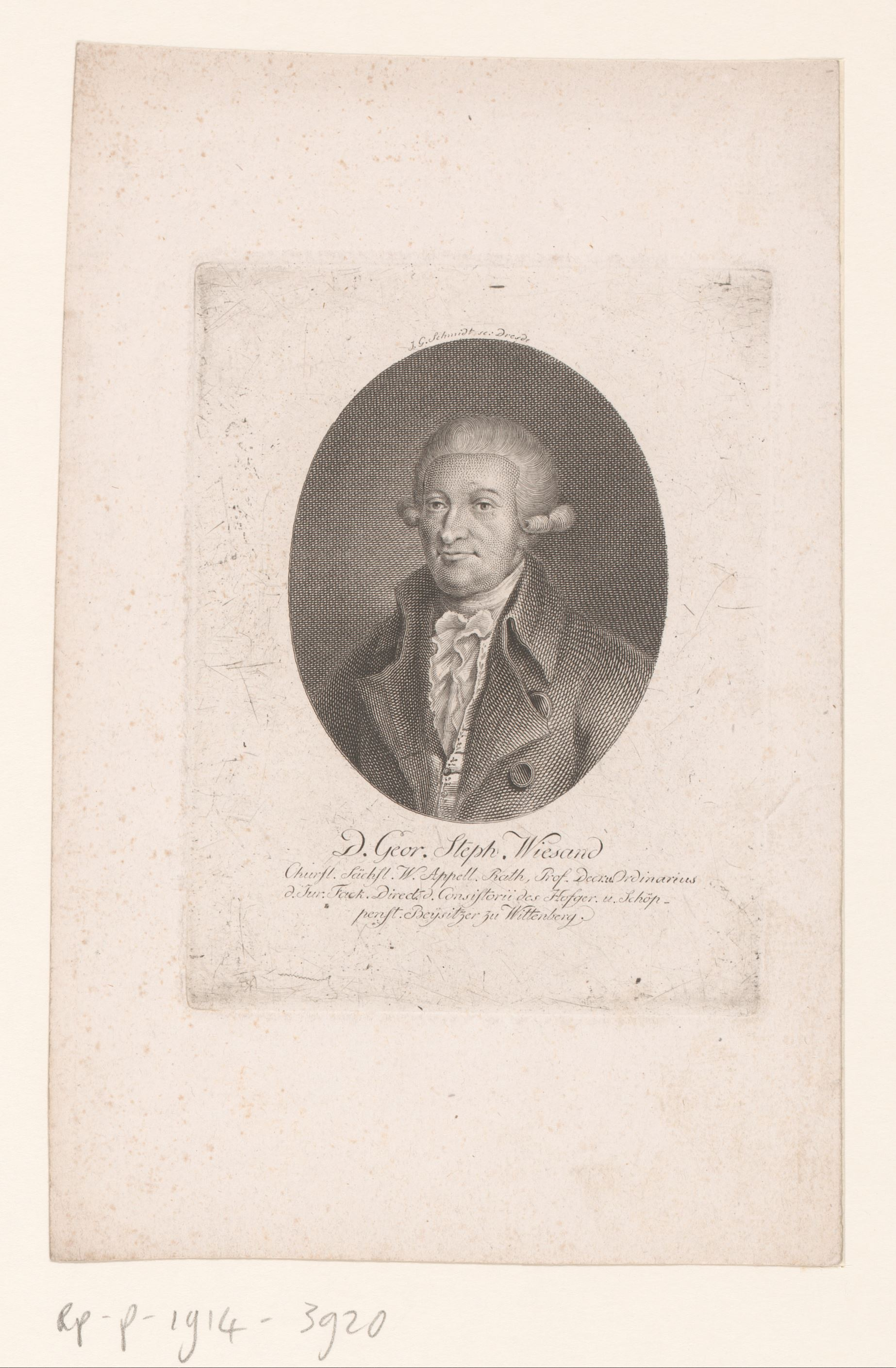
Georg Stephan Wiesand

Georg Stephan Wiesand (* 1. Mai 1736 in Vohenstrauß; † 22. Mai 1821 in Halle (Saale)) war ein deutscher Rechtswissenschaftler.

## Leben
Der Sohn des Pfarrers Johann Jacob Wiesand verwaiste früh. Er besuchte die Schule in Sulzbach und das Gymnasium St. Sebald in Nürnberg. 1754 ging er an die Universität Jena, wechselte im Sommersemester 1756 an die Universität Leipzig und erwarb am 12. Februar 1757 den akademischen Grad eines Magisters der Philosophie. Daraufhin konzentrierte er sich auf ein Studium der Rechtswissenschaften, wurde am 9. Mai 1760 Bakkalaurus der Rechte und promoviert am 13. November 1760 zum Doktor der Rechtswissenschaften.
1763 wurde er Advokat am Leipziger Oberhofgericht und 1764 außerordentlicher Professor der Rechte an der Leipziger Akademie. Im Wintersemester 1765 ging er als ordentlicher Professor der Institutionen an die Universität Wittenberg, welche Stelle er am 7. April 1766 antrat, rückte im Laufe der Jahre in die oberen Stellungen auf und übernahm 1790 die Professur der Dekretalien. Zudem verwaltete Wiesand seit dem 23. Juli 1783 eine außerordentliche Beisitzerstelle im Wittenberger Konsistorium, war im März 1787 Appellationsrat und saß seit 1790 dieser Einrichtung als Direktor vor.
Außerdem bekleidete er im Sommersemester 1771, 1777, sowie 1785 das Rektorat der Wittenberger Akademie und war Assessor am Wittenberger Hofgericht und Schöppenstuhl. 1787 verlieh ihm der sächsische Kurfürst den Charakter und Rang eines wirklich geheimen Appellationsrats. Als 1813 die Wittenberger Akademie ihren Lehrbetrieb einstellte, siedelte er nach Halle (Saale) über, wo er 1816 in den Ruhestand versetzt wurde und als Privatmann bis zu seinem Lebensende blieb. Wiesand starb am 22. Mai 1821, im Alter von 85 Jahren, in Halle. Er wurde auf dem halleschen Stadtgottesacker bestattet, sein Grab befindet sich im Gruftbogen Nr. 28. Er war der Vater des Doktors der Rechtswissenschaften und späteren Abgeordneten des sächsischen Landtags Georg Friedrich Wiesand (1777–1842).

## Werkauswahl
- Oratio de ratione Romanorum litteras docendi. Schill, Jena 1755. (Digitalisat)
- Commentatio de usu artis criticae in jure Germanico. Schill, Jena 1755. (Digitalisat)
- Commentatio de quibusdam suburbiorum iuribus. Schill, Jena und Leipzig 1756. (Digitalisat)
- Commentatio de Carolo Magno artium liberalium restauratore summo. Schill, Jena 1756. (Digitalisat)
- Commentatio de stilo, quo leges Germaniae vetustae exaratae sunt. Langenhem, Leipzig 1756. (Digitalisat)
- Dissertatio De officio interpretis circa sectam scriptoris. ( Resp. Samuel Reichel) Langenhem, Leipzig 1756. (Digitalisat)
- Epistola ad Jo. Heumannum Altorfinorum antecessorem celeberrimum de caussis neglecti iuris Germanici. Langenhem, Leipzig 1757. (Digitalisat)
- De jure naturae et gentium libri duo. In usum praelectionum. Langenhem, Leipzig 1758. (Digitalisat)
- Dissertatio de origine et natura legis Salicae. Langenhem, Leipzig 1760. (Digitalisat)
- Diss. de nonnullis coronae nuptialis iuribus. (Resp. Carl Gottfried Scheffer) Langenhem, Leipzig 1761. (Digitalisat)
- Juristisches Handbuch, worinnen die teutschen Rechte sowohl der alten als neuern Zeiten aus ihren Quellen hergeleitet, der Verstand dunler Wörter und Redens Arten erklaret, die merkwurdigsten Sachen aber in alphabetischer Ordnung kurzlich erortert. Hanisch, Hildburghausen 1762. (Digitalisat)
- De Ortu Et Progressu Servitutis Secundum Ius Naturae Et Civile (Adspersis Aliquot Ad Ius Lusatorum Observationibus) Disputatio. (Resp. Christian Gottfried Meissner) Langenhem, Leipzig 1762. (Digitalisat)
- Diss. de praerogatiuis ac eximiis iuribus Promarchionis illustrissimi, eines Landvogts eiusque vicarii perpetui, des Ober-Amts-Hauptmanns in Marchionatu Lusatiae superioris. (Resp. August Gottfried Fiedler) Langenhem, Leipzig 1762. (Digitalisat)
- De osculis iurium symbolis Disputatio. (Resp. Theophil August Richter) Langenhem, Leipzig 1764. (Digitalisat)
- Diss. de praesumtione contra usum geradae apud ignobiles in Lusatia interiore. (Resp. Christian Friedrich Sigismund Heinsius) Langenhem, Leipzig 1764. (Digitalisat)
- Vindiciae L. 1. § I. D. de iustitia et jure. (Resp. Johann Friederich Saxe) Langenhem, Leipzig 1764. (Digitalisat)
- De ratione interpretandi privilegia nundinarum sollemnium Disputatio. (Resp. Gottfried Leberecht Senrau) Langenhem, Leipzig 1764. (Digitalisat)
- Progr. de prisco honore domino a vasallo praestando iure ex antiquo repetendo. Leipzig 1764.
- De origine et natura fidelitatis vasalliticae, Dissert. (Resp. Christian Wilhelm von Nitzschwiz) Leipzig 1764. (Digitalisat)
- De censu capitis. (Resp. Johann Christian Oehme) Langenhem, Leipzig 1765. (Digitalisat)
- De jure germanico melius perficiendo Programma. Wittenberg 1766. (Digitalisat)
- Pacis commendatio. (Resp. Friedrich August Schill) Gerdes, Wittenberg 1767. (Digitalisat)
- Progr. de usu L. a. C. de rescindend vendit. recte aestimando. Wittenberg 1769.
- De Dominica Potestate Ex Ivre Lvsatiae Svperioris Dissertatio. (Resp.Johannes David Fischer) Dürr, Wittenberg 1769. (Digitalisat)
- Dissertatio de re Germanorum iudiciaria. (Resp.Johann Ehrenfried Pezold) Dürr, Wittenberg 1773. (Digitalisat)
- Progr. de concursu vicem debitoris obaerati sustinente. Wittenberg 1775.
- Observationes iuris Romani et Saxonici. Specim I-XII. Wittenberg 1775–1780.
- De causis vim et auctoritatem legum minuentibus. Wittenberg 1778.
- Progr. de repudio ob metum mali matrimonii. Wittenberg 1778.
- De duellis secundum mores Germanorum antiquos eorumque iura novissima dissertatio. (Resp. Christian Gottlieb Kleinhempel) Dürr, Wittenberg 1781. (Digitalisat)
- Opuscula in quibus varia iuris Romani Germanici ac imprimis Saxonici Argumenta explicantur. Schwickert, Leipzig 1782. (Digitalisat)
- De Inundationibus Aquarum Variae Iuris Sententiae. (Resp. Carl Alexander stern) Tzschiedrich, Wittenberg 1784. (Digitalisat)